# Меркурій в небезпеці
«Мерку́рій в небезпе́ці» (англ. «Mercury Rising») — американський бойовик 1998 року.

## Сюжет
Національна служба безпеки США розробила унікальну систему шифрування даних під кодовою назвою «Меркурій». Але дев'ятирічний хлопчик Саймон, що страждає на аутизм, випадково розгадав секретний урядовий код в журналі з шарадами, де був зашифрований телефон служби безпеки. Набравши номер, Саймон зробив жахливу помилку, яка поставить його життя під загрозу. В цілях безпеки група зачистки виїжджає за місцем, щоб позбутися загрози, яка піддає небезпеці багатомільйонний проєкт. Батьків Саймона вбивають, але сам він встигає надійно сховатися. Розслідуванням подвійного вбивства займається колишній агент ФБР Арт Джеффріс, який знаходить переляканого Саймона і вступає у протистояння з жорстокими вбивцями.

## У ролях
- Брюс Вілліс — Арт Джеффріс
- Алек Болдвін — Ніколас Кудроу
- Міко Г'юз — Саймон
- Чі МакБрайд — Томмі Б. Джордан
- Кім Діккенс — Стейсі
- Роберт Стентон — Дін Крендел
- Бодхи Ельфман — Лео Педранскі
- Керрі Престон — Емілі Ланг
- Ліндсі Гінтер — Баррелл
- Пітер Стормаре — Шейс
- Кевін Конвей — Ломакс
- Джон Керролл Лінч — Мартін Лінч
- Келлі Хазен — Дженні Лінч
- Джон Доман — керівник Хартлі
- Річард Рілі — Едгар Галстом
- Чад Ліндберг — Джеймс